# Чељабинск
Чељабинск (рус. Челябинск) град је у Русији и центар је Чељабинске области. Смештен је источно од планине Урала. Према попису становништва из 2010. у граду је живело 1.130.273 становника.

## Географија
| Клима Чељабинска                 | Клима Чељабинска | Клима Чељабинска | Клима Чељабинска | Клима Чељабинска | Клима Чељабинска | Клима Чељабинска | Клима Чељабинска | Клима Чељабинска | Клима Чељабинска | Клима Чељабинска | Клима Чељабинска | Клима Чељабинска | Клима Чељабинска |
| Показатељ \ Месец                | .Јан.            | .Феб.            | .Мар.            | .Апр.            | .Мај.            | .Јун.            | .Јул.            | .Авг.            | .Сеп.            | .Окт.            | .Нов.            | .Дец.            | .Год.            |
| -------------------------------- | ---------------- | ---------------- | ---------------- | ---------------- | ---------------- | ---------------- | ---------------- | ---------------- | ---------------- | ---------------- | ---------------- | ---------------- | ---------------- |
| Апсолутни максимум, °C (°F)      | 4 (39)           | 8 (46)           | 15 (59)          | 28 (82)          | 35 (95)          | 37 (99)          | 40 (104)         | 36 (97)          | 32 (90)          | 25 (77)          | 6 (43)           | 7 (45)           | 40 (104)         |
| Средњи максимум, °C (°F)         | −10,8 (12,6)     | −8,1 (17,4)      | −0,6 (30,9)      | 10,2 (50,4)      | 18,4 (65,1)      | 22,8 (73)        | 24,5 (76,1)      | 21,5 (70,7)      | 15,9 (60,6)      | 6,4 (43,5)       | −1,9 (28,6)      | −8,2 (17,2)      | 7,5 (45,5)       |
| Просек, °C (°F)                  | −16,4 (2,5)      | −14,1 (6,6)      | −8,4 (16,9)      | 2,7 (36,9)       | 11,4 (52,5)      | 16,7 (62,1)      | 18,1 (64,6)      | 16 (61)          | 10,2 (50,4)      | 2,2 (36)         | −6,7 (19,9)      | −13,5 (7,7)      | 1,5 (34,7)       |
| Средњи минимум, °C (°F)          | −20,5 (−4,9)     | −19,3 (−2,7)     | −12,2 (10)       | −0,8 (30,6)      | 6,2 (43,2)       | 11,5 (52,7)      | 14,2 (57,6)      | 11,4 (52,5)      | 6,4 (43,5)       | −1,0 (30,2)      | −9,3 (15,3)      | −16,9 (1,6)      | −2,5 (27,5)      |
| Апсолутни минимум, °C (°F)       | −48 (−54)        | −45 (−49)        | −36 (−33)        | −26 (−15)        | −11 (12)         | −2 (28)          | 3 (37)           | 0 (32)           | −10 (14)         | −24 (−11)        | −36 (−33)        | −42 (−44)        | −48 (−54)        |
| Количина падавина, mm (in)       | 21 (8,3)         | 15 (5,9)         | 15 (5,9)         | 24 (9,4)         | 43 (16,9)        | 61 (24)          | 86 (33,9)        | 54 (21,3)        | 39 (15,4)        | 35 (13,8)        | 27 (10,6)        | 23 (9,1)         | 443 (174,4)      |
| Извор: УРЦ FreeNet,Гидрометцентр |                  |                  |                  |                  |                  |                  |                  |                  |                  |                  |                  |                  |                  |

## Историја
Градић је постојао и пре овога данашњег града, чији се остаци виде и данас у језгру града.
Тврђава, Чељаба, по којој град носи име, је саграђена на овом месту 1736, а статус града је добио 1781.
Чељабинск је један од великих индустријских средишта Руске федерације. Претежно је присутна тешка индустрија.
Током Другог светског рата, Стаљин је одлучио да пресели фабрике које су биле угрожене од надирућих нациста у унутрашњост. Тако се Чељабинск знатно развио масовном производњом ракетних бацача каћуша и тенкова Т-34 па је добио и назив Град тенкова. Нуклеарна несрећа која се догодила 1957. у Мајаку (то је фабрика за прераду атомског горива) је озбиљно нашкодила становништву. Од 2004. године, у изградњи је систем подземне железнице.
На град је пао метеорит 15. фебруара 2013. године. Догодила се експлозија узрокована малим астероидом КЕФ-2013, који је улетио у атмосферу и притом експлодирао на око 30 до 50 km висине. Експлозија је узроковала ударни талас, који је неколико тренутака након експлозије разбио прозоре по граду и оштетио око 3000 грађевина. Разбијено стакло и ударни талас озледили су око 1200 особа које су помоћ потражиле у локалним болницама.
У грбу града налази се камила, која представља трговачку оријентацију града.

## Становништво
Према прелиминарним подацима са пописа, у граду је 2010. живело 1.130.273 становника, 53.099 (4,93%) више него 2002.
| 1939.   | 1959.   | 1970.   | 1979.     | 1989.     | 2002.     | 2010.     |
| ------- | ------- | ------- | --------- | --------- | --------- | --------- |
| 273.116 | 689.049 | 875.210 | 1.029.522 | 1.141.777 | 1.077,174 | 1.130.132 |

## Привреда

### Саобраћај
Овде се налази Аеродром Чељабинск.

## Међународна сарадња
- Колумбија, САД (од 1995)
- Нотингамшир, Уједињено Краљевство (од 2000)
- Рамла, Израел (од 2000)
- Урумћи, Народна Република Кина (од 2004)